# Список умерших в 764 году

## Январь
- 17 января — Иосиф Веронский, епископ Фрайзинга со второй половины 740-х годов, католический святой.

## Август
- 25 августа — Бреговин, 12-й архиепископ Кентерберийский (761—764), католический святой.

## Дата смерти неизвестна или требует уточнения
- Айлиль Медрайге, король Коннахта (756—764).
- Эдберт II, король Кента (762—764).
- Энмунд, король Кента (764).